# アンハルト＝プレッツカウ

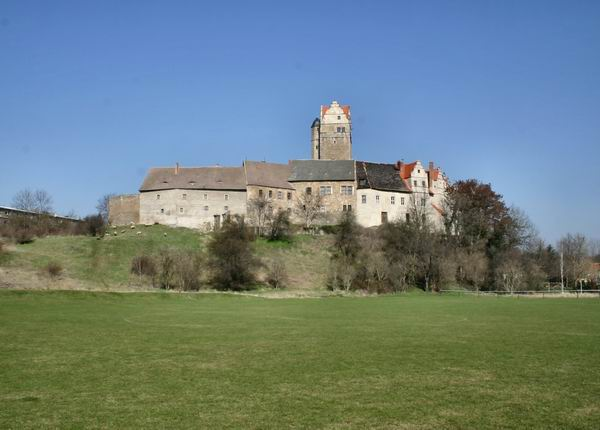
プレッツカウ城

アンハルト＝プレッツカウ侯領
Fürstentum Anhalt-Plötzkau

アンハルト＝プレッツカウ侯領（Fürstentum Anhalt-Plötzkau）は、1544年から1553年まで、および1611年から1665年まで存在した神聖ローマ帝国の侯領の一つ。アスカン家のアンハルト＝プレッツカウ侯が統治した。

## 歴史
アンハルト＝プレッツカウ侯領は、アンハルト＝デッサウ侯領の分割後、1544年に初めて創設された。ゲオルク3世の死後、領地はアンハルト＝ツェルプストに統合された。
1603年、アンハルト侯家の兄弟の間で遺産分割の契約が結ばれた。アンハルト侯領はアンハルト＝デッサウ侯ヨアヒム・エルンストの下で統一されたが、後にその息子達の間で分割された。まず1606年に、アンハルト＝デッサウ、アンハルト＝ベルンブルク、アンハルト＝ケーテン、アンハルト＝ツェルプストの4つの侯領が創設された。5男であるアウグストは、当初30万ターラーを得て領地を放棄した。
アウグストは1611年まで、金銭的解決に基づきその地位にふさわしい領地を獲得し自らの邸宅を構えることはできなかった。さらに、旅費や交際費が収入を上回った。その後、アウグストは兄たちに領地の分割を求めた。1611年、アンハルト＝ベルンブルク侯クリスティアン1世は相続契約を破り、プレツカウの領主権をアウグストに譲った。この契約では、アウグストには兄たちと同じ統治権が明確に与えられていたが、他のアンハルトの侯領と同様、すべてのアスカン家の侯爵たちの持つ不可分な権利のみに制限されていた。この契約に基づいて5番目の侯領が創設されることとなった。
1623年、アンハルト＝プレツカウ侯領は、1620年に兄弟間で結ばれたアンハルトの防衛に関する合意を通じて、騎兵と20人の傭兵からなる独自の「軍隊」を受け入れた。アンハルトの騎兵隊は近隣の領土への浅瀬/通路の安全な通行の確保を担当した。1623年、（すべての）アンハルト騎兵隊の騎兵隊長はヴィルヘルム・フォン・プレックであった。
1665年にアンハルト＝ケーテンの家系が断絶した。1603年の相続条約に従い、アンハルト＝プレッツカウ家がアンハルト＝ケーテン侯領を継承した。アンハルト＝プレッツカウ侯領はアンハルト＝ベルンブルクに戻され、相続と領土の交換によりアンハルト＝ベルンブルク＝ハルツゲローデ侯領に統合された。

## 歴代侯爵

### 1544年 - 1553年
- ゲオルク3世（1544年 - 1553年）

1553年にアンハルト＝ツェルプストに戻された

### 1611年 - 1665年
- アウグスト（1611年 - 1653年）
- エルンスト・ゴットリープ（1653年 - 1654年）
- レープレヒト（1653年 - 1665年） - 共同統治
- エマヌエル（1653年 - 1665年） - 共同統治

1665年にアンハルト＝ベルンブルクに戻された